# El Crispín
El Crispín es una localidad situada en el departamento Río Primero, provincia de Córdoba, Argentina.
Se encuentra situada a aproximadamente 80 km de la Ciudad de Córdoba.
La principal actividad económica es la agricultura seguida por la ganadería, siendo el principal cultivo la soja.
Existen en la comuna un dispensario, una escuela primaria, un salón de baile, un puesto policial y un edificio comunal en el que se realizan actividades como el cobro de impuestos, el envío y recibo de correo y los reclamos.

## Toponimia
El nombre de esta localidad deriva del nombre popular ("crespín" o "crispín") dado a un pájaro de la región científicamente llamado Tapera naevia.

## Población
Cuenta con 230 habitantes (Indec, 2022), lo que representa un incremento del 9,7% frente a los 212 habitantes (Indec, 2010) del censo anterior.
| Gráfica de evolución demográfica de El Crispín entre 1991 y 2022 |
|                                                                  |
| Fuente: Censos nacionales del INDEC                              |

## Sismicidad
La sismicidad de la región de Córdoba es frecuente y de intensidad baja, y un silencio sísmico de terremotos medios a graves cada 30 años en áreas aleatorias. Sus últimas expresiones se produjeron:
- 22 de septiembre de 1908 (116 años), a las 17.00 UTC-3, con 6,5 Richter, escala de Mercalli VII; ubicación 30°30′0″S 64°30′0″O / -30.50000, -64.50000; profundidad: 100 km; produjo daños en Deán Funes, Cruz del Eje y Soto, provincia de Córdoba, y en el sur de las provincias de Santiago del Estero, La Rioja y Catamarca[3]

- 16 de enero de 1947 (78 años), a las 2.37 UTC-3, con una magnitud aproximadamente de 5,5 en la escala de Richter (terremoto de Córdoba de 1947)[2]

- 28 de marzo de 1955 (70 años), a las 6.20 UTC-3 con 6,9 Richter: además de la gravedad física del fenómeno se unió el desconocimiento absoluto de la población a estos eventos recurrentes (terremoto de Villa Giardino de 1955)

- 7 de septiembre de 2004 (20 años), a las 8.53 UTC-3 con 4,1 Richter

- 25 de diciembre de 2009 (15 años), a las 21.42 UTC-3 con 4,0 Richter